# السماح عبد الله
سمّاح عبد الله الأنور فواز، ويعرف باسم السماح عبد الله (ولد في محافظة سوهاج هو شاعر فصحى مصري حصل على جائزة الدولة التشجيعية في الشعر سنة 2003.

## العمل
يعمل السماح عبد الله بالهيئة المصرية العامة للكتاب، وقد بدأ بالهيئة باحثًا في مركز تحقيق التراث، ثم شغل فيما بعد منصب مدير تحرير مجلة القاهرة ومدير تحرير سلسلة "كتابات جديدة" ومدير تحرير سلسلة "الجوائز" ويعمل الآن رئيس تحرير سلسلة " ديوان الشعر العربي " ورئيس تحرير سلسلة " مدونات عصرية  الصادرتين عن الهيئة، ومدير تحرير مجلة الفكر المعاصر.

## عضوية الجمعيات الأدبية
السمّاح عبد الله عضو بكل من:
- مجلس أمناء بيت الشعر المصري
- اتحاد كتاب مصر[1]
- جماعة الأدباء والفنانين (أتيلييه القاهرة)[1]
- جمعية الأدباء (دار الأدباء)[1]
- لجنة الشعر[2]

## الجوائز
- جائزة الدولة التشجيعية في الشعر عام 2003 عن ديوانه «أحوال الحاكي».

## الإصدارات

### الشعر
1. خديجة بنت الضحى الوسيع (الطبعة الأولى، الهيئة المصرية للكتاب في أبريل 1988[1][2]، الطبعة الثانية، مكتبة الأسرة في يونيو 2002)[2]
2. مكابدات سيد المتعبين (الطبعة الأولى، الهيئة العامة لقصور الثقافة في يناير 1992، والطبعة الثانية دار التلاقي للكتاب في أغسطس 2009)
3. الواحدون (الطبعة الأولى، الهيئة المصرية للكتاب في فبراير 1998، الطبعتة الثانية، دار التلاقي للكتاب في أغسطس 2009)
4. أحوال الحاكي (الطبعة الأولى، الهيئة المصرية العهامة للكتاب، فبراير 2002، الطبعة الثانية، مكتبة الأسرة في يوليو 2003، الطبعة الثالثة عن دار التلاقي للكتاب في أغسطس 2009)، وهو الديوان الذي استحق به الحصول على جائزة الدولة التشجيعية سنة 2003.
5. مديح العالية (صدر عن الهيئة العامة لقصور الثقافة نوفمبر 2003)
6. خلاخيل العابرة (صدر عن اتحاد كتاب مصر بالاشتراك مع الهيئة المصرية العامة للكتاب في مارس 2004)
7. شتاءة للعاشق الوحيد (الطبعة الأولى عن الهيئة المصرية العامة للكتاب في أبريل 2004، الطبعة الثانية عن دار التلاقي للكتاب في أغسطس 2009)
8. سقيفة الفقراء (صدر عن الهيئة المصرية العامة للكتاب في أبريل 2004)
9. حصيرة البارحة (صدر عن الهيئة المصرية العامة للكتاب في أبريل 2004)
10. الرجل بالغليون في مشهده الأخير (صدر عن الهيئة المصرية العامة للكتاب في يوليو 2004)
11. ثلاثاءات عابر سبيل (صدر عن دار سنابل المصرية الإسبانية للكتاب في أبريل 2006)
12. متى يأتي الجيش العربي؟ (صدر عن دار التلاقي للكتاب في يناير 2009)[2]
13. قبو الثلاثين (صدر عن دار التلاقي للكتاب في يونيو 2010)[2]
14. تصاوير ليلة الظمأ (صدر عن دار التلاقي للكتاب في أغسطس 2010)[2]

### المسرح الشعري
1. أغنية إلى النهار (دار التلاقي للكتاب، يناير 2009)[2]

### المختارات الشعرية
1. عن الأشياء نفسها (إصدارات بدايات القرن، أبريل 1998)

### مختارات من الشعر العربي
1. مختارات من شعر محمود سامي البارودي (مكتبة الأسرة، يونيو 2005)
2. مختارات من شعر أمل دنقل (مكتبة الأسرة، يوليو 2005)
3. تحقيق وتقديم ديوان ولي الدين يكن (الهيئة المصرية العامة للكتاب 2014)
4. مراثي الإمام محمد عبده (الهيئة المصرية العامة للكتاب 2015)
5. تحقيق وتقديم ديوان إسماعيل صبري (الهيئة المصرية العامة للكتاب 2015)

### شعر الأطفال
1. شجرة الأسبوع (الهيئة المصرية العامة للكتاب، سبتمبر 1998)
2. خير الأمور الوسط (مكتبة الأسرة، سبتمبر 2006)
3. الأغاني الصغيرة (الهيئة العامة لقصور الثقافة، فبراير 2008)
4. أغنية الشجرة (الهيئة المصرية العامة للكتاب، فبراير 2012)
5. بستان الشهور (الهيئة المصرية العامة للكتاب، ديسمبر 2012)
6. قط في المرآة، (المركز القومي لثقافة الطفل، ديسمبر 2013

## وصلات خارجية
- ندوة: مختارات من شعر السمّاح عبد الله
- دنيا الرأي: د. جمال الجزيري: هوامش على فكرة الزمن عند السماح عبد الله